# Аспергилл белоснежный
Асперги́лл белосне́жный (лат. Aspergíllus cándidus) — вид несовершенных грибов (телеоморфная стадия неизвестна), относящийся к роду Аспергилл (Aspergillus).

## Описание
Колонии на агаре Чапека с дрожжевым экстрактом (CYA) 1,5—2 см в диаметре на 7-е сутки, зернистые до шерстистых, с белым мицелием и обильным белым конидиальным спороношением. Реверс бледный или жёлто-оранжевый. При 37 °C колонии 2—2,5 см в диаметре, иногда более крупные. На агаре с солодовым экстрактом (MEA) колонии 1—2,5 см в диаметре на 7-е сутки, с тускло-коричневым реверсом.
Конидиеносные головки двухъярусные, с гладкой или шероховатой ножкой 200—500 мкм и более длиной, с обычно шаровидным апикальным вздутием до 10—40 мкм и более. Метулы покрывающие всю поверхность вздутия, 15—20 мкм длиной. Фиалиды 5—9 мкм длиной. Конидии в основном шаровидные, гладкие, 2,5—3,5 мкм в диаметре.

### Отличия от близких видов
Определяется по чисто-белому конидиальному спороношению. От Aspergillus niveus отличается образованием метул свыше 10 мкм длиной по всей поверхности апикального вздутия конидиеносца.

## Экология
Ксерофильный вид, часто выделяемый из почвы и с различных растительных субстратов, в том числе с пищевых продуктов и с зерна, с различных орехов, арахиса, бобов, семян подсолнечника.
Продуцент койевой кислоты.

## Таксономия
Aspergillus candidus Link, Mag. Ges. Naturf. Fr. Berl. 3(1): 16 (1809).